# Nitrur de niobi
El nitrur de niobi és un compost de niobi i nitrogen (nitrur) amb la fórmula química NbN. A baixes temperatures (uns 16 K) el NbN es converteix en un superconductor, i s'utilitza en detectors de llum infraroja.
- L'ús principal del nitrur de niobi és com a superconductor.
  - Els detectors basats en ell poden detectar un sol fotó en l'1-10 secció micròmetre de l'espectre infrarojo,[4] que és important per a l'astronomia i les telecomunicacions. Pot detectar canvis fins a 25 gigahertz.
  - Els nanocables superconductors de NbN es poden utilitzar en detector de partícules amb camps magnètics elevats.[5]
- El nitrur de niobi també s'utilitza en l'absorció de recobriments antireflectants.
- El 2015, es va informar que Panasonic Corp. ha desenvolupat un fotocatalitzador basat en nitrur de niobi que pot absorbir el 57% de la llum solar per donar suport a la descomposició de l'aigua per produir gas hidrogen com a combustible per a les piles de combustible electroquímiques.[6]